# Jesteburg
Jesteburg är en kommun i Landkreis Harburg i förbundslandet Niedersachsen i Tyskland. 
Kommunen bildades 1 juli 1972 genom en sammanslagning av de tidigare kommunerna Itzenbüttel och Lüllau.
Kommunen ingår i kommunalförbundet Samtgemeinde Hollenstedt tillsammans med ytterligare två kommuner.